# Spirulina (supliment alimentar)

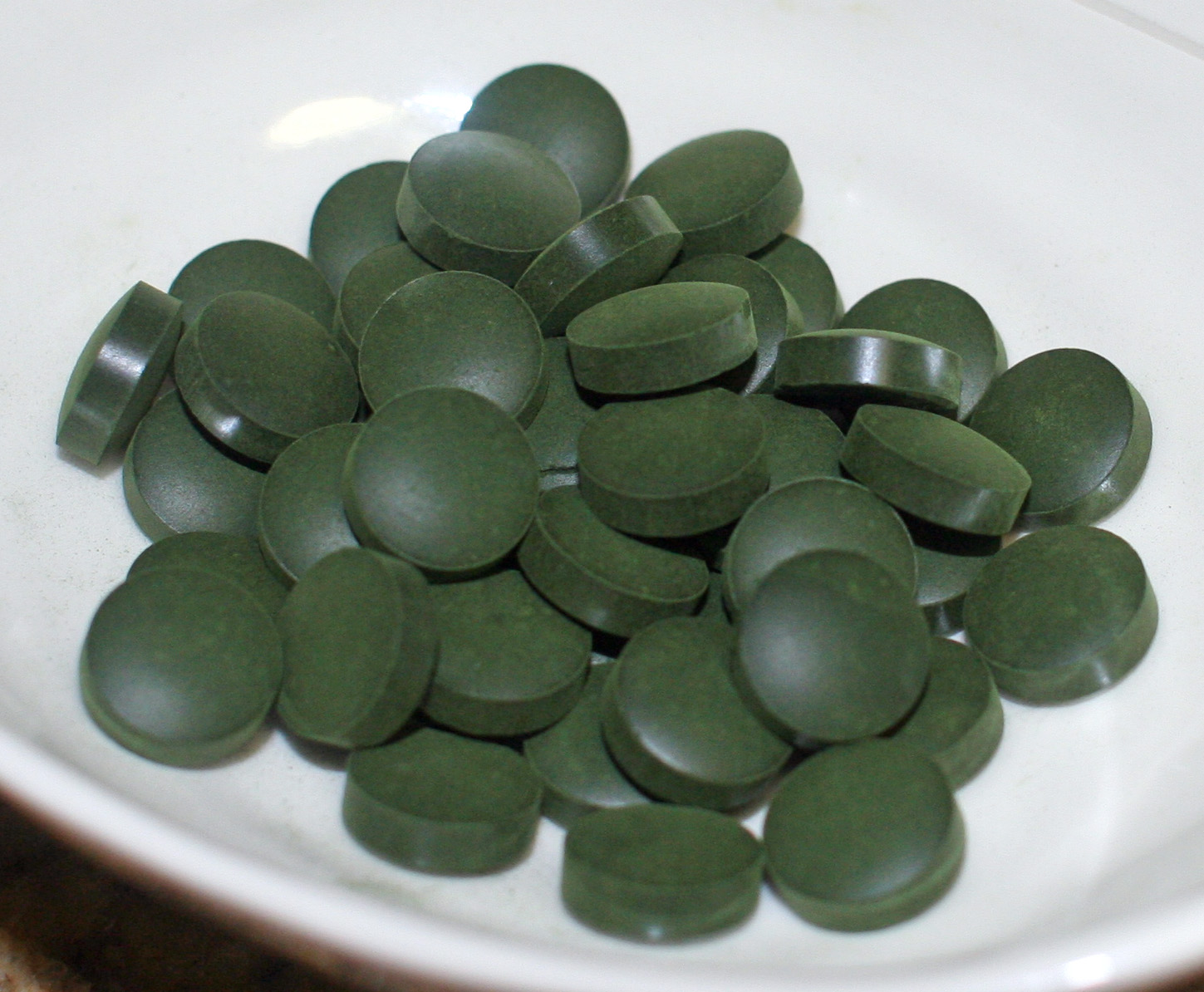
Comprimatele de spirulină

Spirulina este o biomasă de cianobacterii (alge albastre-verzi) care poate fi consumată de oameni și animale. Cele trei specii sunt Arthrospira platensis, A. fusiformis și A. maxima.
Cultivată în întreaga lume, Arthrospira este utilizată ca supliment alimentar sau aliment integral. Este de asemenea utilizată ca supliment alimentar în industria acvaculturii, a acvariilor și a păsărilor de curte.

## Etimologie și ecologie
Speciile A. maxima și A. platensis au fost odată clasificate în genul Spirulina. Numele comun, spirulina, se referă la biomasa uscată a A. platensis, care aparține bacteriilor fotosintetice care cuprind grupurile Cyanobacteria și Prochlorophyta. Din punct de vedere științific, există o distincție între spirulina și genul Arthrospira. Speciile de Arthrospira au fost izolate din ape alcaline sărate și sărate în regiunile tropicale și subtropicale. Printre diversele specii incluse în genul Arthrospira, A. platensis este cea mai răspândită și se găsește în principal în Africa, dar și în Asia. Se crede că A. maxima este întâlnită în California și Mexic. Termenul spirulina rămâne în uz din motive istorice.
Speciile Arthrospira sunt cianobacterii filamentoase și libere, caracterizate prin tricomuri cilindrice multicelulare dispuse într-o elice deschisă în spirală la stânga. Acestea apar în mod natural în lacurile tropicale și subtropicale cu pH ridicat și concentrații ridicate de carbonat și bicarbonat. A. platensis se găsește în Africa, Asia și America de Sud, în timp ce A. maxima este limitată la America Centrală. Cea mai mare parte a spirulinei cultivate este produsă în bazine de creștere cu canale deschise, cu roți de amestecare utilizate pentru agitarea apei.
Spirulina prosperează la un pH în jurul valorii de 8,5 și mai mare și la o temperatură de aproximativ 30 °C (86 °F). Acestea sunt autotrofe, ceea ce înseamnă că sunt capabile să-și producă propriul lor aliment și nu au nevoie de o sursă de energie sau carbon organică vie. O formulă de nutrienți pentru creșterea acesteia este:
- Sodă de copt - 16 g/L (61 g/US gal)
- Nitrat de potasiu - 2 g/L (7,6 g/US gal)
- Sare de mare - 1 g/L (3,8 g/US gal)
- Fosfat de potasiu - 0,1 g/L (0,38 g/US gal)
- Sulfat de fier - 0,0378 g/L (0,143 g/US gal)

## Utilizare istorică
Spirulina a fost o sursă de hrană pentru azteci și alte popoare mesoamericane până în secolul al XVI-lea; recolta din Lacul Texcoco din Mexic și vânzarea ulterioară sub formă de prăjituri au fost descrise de unul dintre soldații lui Cortés. Aztecii o numeau tecuitlatl.
Spirulina a fost descoperită în cantități abundente în Lacul Texcoco de cercetători francezi în anii 1960, dar nu s-a făcut nicio referire la utilizarea sa de către azteci ca sursă de hrană zilnică după secolul al XVI-lea, probabil din cauza desecării lacurilor înconjurătoare pentru agricultură și dezvoltare urbană. Subiectul tecuitlatl, descoperit în 1520, nu a mai fost menționat până în 1940, când fitologul belgian Pierre Dangeard a menționat o prăjitură numită dihe consumată de tribul Kanembu, care o recolta din Lacul Ciad, din națiunea africană Ciad. Dangeard a studiat mostrele de dihe și a descoperit că este o piureu uscat al formei de primăvară a algelor albastru-verzi din lac. Dihe este folosită pentru a face supă pentru mese și este, de asemenea, vândută în piețe. Spirulina este recoltată din lacuri mici și bălți din jurul Lacului Chad.
În perioada 1964 și 1965, botanistul Jean Leonard a confirmat că dihe este formată din spirulină și ulterior a studiat o înflorire a algelor într-o fabrică de producție a hidroxidului de sodiu. Ca rezultat, prima studiu sistematic și detaliat al cerințelor de creștere și fiziologiei spirulinei a fost realizat ca bază pentru stabilirea producției pe scară largă în anii 1970.

## Alimentație și nutriție
Spirulina este investigată pentru a aborda securitatea alimentară și malnutriția, precum și ca susținere alimentară în zborurile spațiale de lungă durată sau misiunile pe Marte. Avantajul său pentru securitatea alimentară constă în faptul că are nevoie de mai puțină suprafață de teren și apă decât animalele de fermă pentru a produce proteină și energie.
Spirulina uscată conține 5% apă, 24% carbohidrați, 8% grăsimi și aproximativ 60% (51-71%) proteine.
Conform valorilor nutriționale prezentate în tabel, în forma sa tipică de supliment sub formă de pudră uscată, o cantitate de 100 g de spirulină furnizează 290 kilocalorii (1.200 kJ) și este o sursă bogată (20% sau mai mult din Valoarea Zilnică, VZ) de numeroase substanțe nutritive esențiale, în special proteine, vitaminele B (tiamină, riboflavină și niacină, asigurând 207%, 306% și respectiv 85% din VZ) și minerale alimentare, cum ar fi fierul (219% VZ) și manganul (90% VZ). Conținutul de lipide al spirulinei este de 8% în greutate, furnizând acizii grași: acid gamma-linolenic, acid linoleic, acid stearidonic, acid eicosapentaenoic (EPA), acid docosahexaenoic (DHA) și acid arahidonic. În contrast cu estimările din 2003 (DHA și EPA fiecare la 2-3% din totalul acizilor grași), cercetările din 2015 au indicat că produsele de spirulină "nu conțineau acizi grași omega-3 detectabili" (mai puțin de 0,1%, inclusiv DHA și EPA).

### Vitamina B12
Spirulina nu conține natural vitamina B12, iar suplimentele de spirulină nu sunt considerate o sursă fiabilă de vitamina B12, deoarece conțin în principal pseudovitamina B12 (Coα-[α-(7-adenil)]-Coβ-cianocobamidă), care este biologic inactivă la oameni. Într-un document de poziție din 2009 privind dietele vegetariene, Asociația Americană de Dietetică a afirmat că spirulina nu este o sursă fiabilă de vitamina B12 activă. Literatura medicală recomandă în mod similar că spirulina nu este potrivită ca sursă de B12.

### Animale și acvacultură
S-au efectuat diverse studii asupra spirulinei ca hrană alternativă pentru animale și în acvacultură. Spirulina poate fi administrată în proporție de până la 10% la păsări și mai puțin de 4% la prepelițe. O creștere a conținutului de spirulină de până la 40 g/kg (0,64 oz/lb) timp de 16 zile la puii de carne masculi în vârstă de 21 de zile a dus la colorarea cărnii în tonuri de galben și roșu, posibil datorită acumulării pigmentului galben zeaxantină. Porcii și iepurii pot primi până la 10% din hrana lor sub formă de spirulină, iar creșterea conținutului de spirulină la bovine a dus la creșterea producției de lapte și în greutate. Spirulina a fost stabilită ca sursă alternativă de hrană și stimulator imunitar pentru peștele bigmouth buffalo, peștele lapte, bibanul crescut în captivitate, crapul, bibanul roșu, tilapia, peștele pisică, coada galbenă, zebrafish-ul, creveții, și scoicile abalone, și se poate recomanda în siguranță până la 2% spirulină pe zi în hrana pentru acvacultură.

## Cercetare
Potrivit Institutelor Naționale de Sănătate din SUA, dovezi științifice sunt insuficiente pentru a recomanda suplimentarea cu spirulină în cazul vreunei afecțiuni umane, iar mai multă cercetare este necesară pentru a clarifica dacă consumul aduce vreun beneficiu. Administrarea de spirulină a fost investigată ca modalitate de control al glicemiei la persoanele cu diabet, dar Autoritatea Europeană pentru Siguranța Alimentară a respins aceste afirmații în 2013. Spirulina a fost studiată ca un potențial supliment nutritiv pentru adulții și copiii afectați de HIV, dar nu s-a constatat niciun efect concluziv asupra riscului de deces, greutății corporale sau răspunsului imunitar.

## Riscuri
Spirulina poate avea interacțiuni adverse atunci când este administrată împreună cu medicamente pe bază de rețetă, în special cele care afectează sistemul imunitar și coagularea sângelui.

### Siguranță și toxicologie
Spirulina este o cianobacterie, dintre care altele produc toxine precum microcistinii. Unele suplimente de spirulină au fost găsite contaminate cu microcistini, deși la niveluri sub limita stabilită de Departamentul de Sănătate din Oregon. Microcistinii pot cauza tulburări gastrointestinale, cum ar fi diareea, flatulența, durerile de cap, durerile musculare, roșeața feței și transpirația. Dacă sunt utilizate în mod cronic, pot apărea leziuni hepatice. Efectele expunerii cronice chiar și la niveluri scăzute de microcistini prezintă un pericol din cauza riscului de toxicitate pentru mai multe sisteme organice.
Aceste compuși toxici nu sunt produși de spirulină în sine, dar pot apărea în cazul în care loturile de spirulină sunt contaminate cu alte alge albastre-verzi producătoare de toxine. Deoarece SUA consideră spirulina un supliment alimentar, guvernul său nu reglementează producția și nu impune standarde de siguranță pentru producție sau puritate. Institutul Național de Sănătate din SUA descrie suplimentele de spirulină ca fiind "posibil sigure", cu condiția să nu fie contaminate cu microcistine, dar "probabil nesigure" (în special pentru copii) în cazul contaminării. Având în vedere lipsa standardelor de reglementare în SUA, unii cercetători în domeniul sănătății publice au ridicat îngrijorarea că consumatorii nu pot fi siguri că suplimentele de spirulină și alte alge albastre-verzi sunt lipsite de contaminare. În 1999, Health Canada a constatat că o mostră de spirulină nu conținea microcistini. ("...0/10 mostre de spirulină conțineau microcistini.")
Contaminarea suplimentelor de spirulină cu metale grele a ridicat, de asemenea, îngrijorări. Administrația Chineză pentru Alimentație și Medicamente a raportat că contaminarea cu plumb, mercur și arsenic era răspândită în suplimentele de spirulină comercializate în China. Un studiu a raportat prezența plumbului într-o mostră comercială până la 5,1 ppm. Doze de spirulină de 10 până la 19 grame pe zi timp de mai multe luni au fost utilizate în siguranță.

## Probleme de siguranță pentru anumite grupuri țintă
Ca toate alimentele bogate în proteine, spirulina conține aminoacidul esențial fenilalanină (2,6-4,1 g/100 g), care ar trebui evitat de persoanele care suferă de fenilcetonurie, o boală genetică rară care împiedică organismul să metabolizeze fenilalanina, care se acumulează în creier și provoacă leziuni.
Spirulina contaminată cu microcistini prezintă diverse riscuri de toxicitate, în special pentru copii și femeile însărcinate, inclusiv leziuni hepatice, șoc și deces.